# ایان گونزالس
ایان گونزالس (انگلیسی: Ian González؛ زادهٔ ۱۱ فوریهٔ ۱۹۹۳) بازیکن فوتبال اهل اسپانیا است.
از باشگاه‌هایی که در آن بازی کرده‌است می‌توان به باشگاه فوتبال ختافه و باشگاه فوتبال اتلتیکو مادرید بی اشاره کرد.